# Angheluș Dinicu
Angheluș Dinicu (n. 1838, București – d. 7 noiembrie 1905, București) a fost un naist român, de etnie romă, cunoscut pentru compoziția și aranjarea instrumentală a unor melodii inspirate din folclorul românesc, printre care și a binecunoscutei melodii „Ciocârlia”. A fost bunicul violonistului și compozitorului Grigoraș Dinicu.

## Biografie
S-a născut în anul 1838 la București, fiind fiul chitaristului Costache Dinicu, cel mai prețuit lăutar al curții boierului Grigore Ghica-Vodă. Învață naiul de mic de la naiștii tarafului lui Dumitrache și Năstase Ochialbi.
În anul 1889 participă la Expoziția Universală de la Paris. Aici, pe 29 iunie, în urma unui concurs internațional de lăutari, taraful său iese câștigător împreună cu Ion Crăciunescu, naistul tarafului lui Sava Pădureanu, obținând Medalia de Aur. Tot la Paris, pe 26 august, este invitat împreună cu taraful la sărbătorirea ziarului francez „Le Figaro”, cântând, printre altele, „Doina”, „Ciocârlia”, „Am un leu și vreau să-l beu” și marșul „Deșteaptă-te române”.
Pe 16 septembrie 1896 este invitat să concerteze la recepțiile de gală de la palatul din București și la Poiana Stânei, cu ocazia vizitei oficiale a împăratului Franz Josef al Austro-Ungariei în România.
A avut trei fii, toți muzicieni: Dimitrie Dinicu, (violoncelist), Gheorghe Dinicu (violonist și pedagog) și Nicolae Dinicu (pianist).
A compus și aranjat melodii inspirate din folclorul românesc, publicând în revista „Doina” lucrările „Sârba zânelor” (1884), „Hora Florica” (1885), „Hora Angelica” (1885), „Sârba Oloaga” (1885) etc.> 

## Decesul
Moare la data de 7 noiembrie 1905 la București, fiind înmormântat la cimitirul „Pătrunjel” (astăzi „Reînvierea”) din Colentina.

## Aprecieri
„Când scotea Angheluș, din buzunarul din dreapta al vestei lui, boabele de fasole sau mazăre uscată să le împartă în țevile naiului său ca să zică o «Ciocârlie», toată lumea adunată în localul unde cânta taraful lui încremenea cu paharul în gură, pentru ca apoi, la trilurile sfârșitului, să izbucnească în aplauze ce deveneau adevarate ovațiuni”—George Costescu - scriitor, istoric literar român.